# Okrucieństwo nie do przyjęcia
Okrucieństwo nie do przyjęcia (oryg. Intolerable Cruelty) – film komediowy z 2003 roku w reżyserii Joela i Ethana Coenów.

## Obsada
- Catherine Zeta–Jones – Marylin Rexroth
- George Clooney – Miles Massey
- Cedric the Entertainer – Gus Petch
- Billy Bob Thornton – Howard Doyle
- Geoffrey Rush – Donovan Donnelly
- John Bliss – Pan McKinnon
- Emma Harrison – Santa Fe Tart
- Edward Herrmann – Rex Rexroth
- Paul Adelstein – Wrigley
- Richard Jenkins – Freddy Bender
- Julia Duffy – Sarah Sorkin
- Jonathan Hadary – Heinz, baron Krauss von Espy
- Tom Aldredge – Herb Myerson
- Stacey Travis – Bonnie Donaly
- Jack Kyle – Ollie Olerud
- Irwin Keyes – Astmatyk Joe

i inni.